# NGC 3536
NGC 3536 is een balkspiraalstelsel in het sterrenbeeld Grote Beer. Het hemelobject werd op 24 april 1827 ontdekt door de Britse astronoom John Herschel.

## Synoniemen
- UGC 6191
- MCG 5-26-61
- ZWG 155.73
- DRCG 23-18
- NPM1G +28.0186
- PGC 33779